# كينغسلي جونز (لاعب اتحاد الرغبي)
كينغسلي جونز (بالإنجليزية: Kingsley Jones)‏ هو لاعب اتحاد الرغبي بريطاني، ولد في 19 يونيو 1969 في Nantyglo ‏ في المملكة المتحدة.